# Hydrocanthus fabiennae
Hydrocanthus fabiennae is een keversoort uit de familie diksprietwaterkevers (Noteridae). De wetenschappelijke naam van de soort werd in 1994 gepubliceerd door Bameul.